# Tostado
Tostado è una cittadina dell'Argentina, capoluogo del dipartimento di Nueve de Julio, nella provincia di Santa Fe.

## Geografia
Tostado sorge sulla sponda sinistra del Salado del Norte, a pochi chilometri dal confine con la limitrofa provincia di Santiago del Estero. Sorge a 324 km a nord-ovest dal capoluogo provinciale Santa Fe.

## Storia
Tostado fu fondata il 5 novembre 1891 per decreto del governatore provinciale Juan Manuel Cafferata. Ha ottenuto lo status di comune l'8 agosto 1908 e fu dichiarata città il 31 dicembre 1970.

## Infrastrutture e trasporti
Tostado sorge all'intersezione tra la strada nazionale 95, proveniente da Formosa e dal Chaco, e la strada nazionale 98.